# Richard Trank
Richard Trank (* 20. Jahrhundert) ist ein US-amerikanischer Produzent, Regisseur und Drehbuchautor auf dem Gebiet des Dokumentarfilms.
Trank studierte an der University of California, Berkeley, wo er seinen Bachelorabschluss machte, und setzte dann sein Studium an der University of Southern California fort. In den 1980er Jahren war er als Nachrichtenproduzent für das Radio tätig. 1990 trat er erstmals als Filmproduzent in Erscheinung und war als Co-Produzent an der Dokumentation Echoes That Remain beteiligt. 1994 folgte seine Beteiligung an Liberation, 1997 Ins Gelobte Land. Für diesen Film wurde er gemeinsam mit Regisseur Mark Jonathan Harris bei der Oscarverleihung 1998 mit dem Oscar in der Kategorie Bester Dokumentarfilm ausgezeichnet. Im Fokus des Films stehen die Jahre 1945 bis 1948 und wie Überlebende des Holocausts den israelischen Staat mitaufbauten.
Beginnend mit In Search of Peace: Part One: 1948–1967 aus dem Jahr 2001 ist Trank auch als Drehbuchautor und Regisseur tätig. Weitere Filme folgten, darunter eine Dokumentarfilm über Simon Wiesenthal sowie ein Porträt über Schimon Peres. Schwerpunkt seiner Arbeit sind die Themen Antisemitismus, jüdische Geschichte sowie Israel. Er ist dabei seit mehr als zwei Jahrzehnten für das Museum der Toleranz des Simon Wiesenthal Centers tätig und trägt die zudem die Verantwortung der Abteilung Moriah Films des Centers. Dieses wurde auf ihn über seine Radioarbeiten aufmerksam.

## Filmografie (Auswahl)
- 1997: Ins Gelobte Land (The Long Way Home)
- 2007: Ich habe euch nicht vergessen (I Have Never Forgotten You: The Life & Legacy of Simon Wiesenthal)
- 2009: Against the Tide
- 2018: Hört nie auf zu träumen: Das Leben und Vermächtnis von Shimon Peres (Never Stop Dreaming: The Life and Legacy of Shimon Peres)